# Ioduro
Con il termine ioduri si indicano genericamente i sali dello iodio, come ad esempio lo ioduro di potassio (largamente impiegato in farmacologia) e lo ioduro d'argento (componente fondamentale delle pellicole e delle carte sensibili per fotografia).
Nel linguaggio comune, si utilizza lo stesso termine (in maniera impropria) per indicare lo ione ioduro (I-), il radicale ioduro (I•), o il gruppo funzionale ioduro (I-).
Negli ioduri l'atomo di iodio presenta numero di ossidazione -1.
Lo ione ioduro è l'anione di un composto salino, imposto da molti governi per evitare la carenza di iodio, che ogni anno colpisce circa due miliardi di persone causando disabilità intellettive.

## Ione ioduro
Lo ione ioduro è uno dei più grandi anioni monoatomici. Ha un raggio di circa 206 picometri. Gli ioni di alogenuri più leggeri sono molto più piccoli in confronto: lo ione bromuro ha un raggio di 196 pm, lo ione cloruro di 181 pm e lo ione fluoruro di 133 pm. A causa delle sue dimensioni, lo ione ioduro forma legami relativamente deboli con la maggior parte dei cationi di altri elementi.

## Struttura e caratteristiche degli ioduri inorganici
La maggior parte degli ioduri sono solubili in acqua, spesso meno dei cloruri e dei bromuri correlati. Gli ioduri, contenendo l'anione I-, che è piuttosto grande, sono meno idrofili rispetto ai sali contenenti anioni più piccoli, come i fluoruri.
Per questo lo ioduro di sodio è molto solubile in acetone, mentre il cloruro di sodio non lo è. La bassa solubilità in soluzioni acquose dello ioduro d'argento e dello ioduro di piombo riflette il carattere covalente di questi ioduri metallici.
Un test per verificare la presenza di ioni ioduro in soluzione acquose è quello della formazione di precipitati gialli dopo trattamento con una soluzione di nitrato d'argento o nitrato di piombo (II).

### Ossidoriduzioni e proprietà antiossidanti
I sali di ioduro sono lievi agenti riducenti; molti reagiscono con l'ossigeno per dare iodio. Un agente riducente è anche un antiossidante. Le proprietà antiossidanti dello ioduro possono essere espresse come potenziale redox.
I− ⇌ 1⁄2 I2 + e− E° = −0.54 volts
Poiché lo ioduro si ossida facilmente, alcuni enzimi lo convertono in agenti iodurati elettrofili, per esempio durante la biosintesi di prodotti naturali contenenti ioduro.
Lo ioduro può funzionare come antiossidante, riducendo le specie reattive dell'ossigeno come il perossido di idrogeno.
2 I− + perossidasi + H2O2 + tirosina, istidina, lipidi, etc. → composti dello iodio + H2O + 2 e−

## Ioduri principali
| Composto                              | Formula     | Aspetto                                               | Uso                                                         |
| ------------------------------------- | ----------- | ----------------------------------------------------- | ----------------------------------------------------------- |
| Ioduro di potassio                    | KI          | cristalli bianchi                                     | componente del sale iodato                                  |
| Ioduro di idrogeno                    | HI          | gas incolore                                          | acido minerale forte                                        |
| Ioduro di argento                     | AgI         | polvere gialla che si scurisce a contatto con la luce | componente fotoattivo del film fotografico a base d'argento |
| Tiroxina(3,5,3′,5′-tetraiodotironina) | C15H11I4NO4 | solido giallo pallido                                 | ormone essenziale per la salute umana                       |

## Presenza in natura
La iodargirite - ioduro d'argento naturale e cristallino - è il minerale contenente ioduro più conosciuto attualmente. Talvolta si possono trovare anche anioni di ioduro combinati con mercurio, rame e piombo, anche se tali minerali sono abbastanza rari.

## Ossianioni
Lo iodio può assumere numeri di ossidazione di -1, +1, +3, +5 o +7. Sono anche noti ossidi di iodio neutri.
| Stato di ossidazione dello iodio | −1     | +1        | +3     | +5     | +7           |
| Nome                             | ioduro | Ipoiodito | iodito | iodato | periodato    |
| Formula                          | I−     | IO−       | IO−2   | IO−3   | IO−4 o IO5−6 |